# Футбол на літніх Олімпійських іграх 2020 — кваліфікація (жінки)
У жіночому турнірі з футболу на літніх Олімпійських іграх 2020 року візьме участь 12 команд. Однією з них буде команда-господарка, збірна Японії. Решту 11 збірних визначено за підсумками турнірів у шести окремих континентальних конфедераціях.

## Таблиця
| Спосіб кваліфікації                                                             | Пос.  | Строки1                              | Місце1         | Квоти | Кваліфікувались                   |
| ------------------------------------------------------------------------------- | ----- | ------------------------------------ | -------------- | ----- | --------------------------------- |
| Країна-господарка                                                               |       | Н/Д                                  | Н/Д            | 1     | Японія                            |
| Кубок Америки 2018                                                              | [ 1 ] | 4–22 квітня 2018                     | Чилі           | 1     | Бразилія                          |
| Кубок націй ОФК 2018                                                            | [ 2 ] | 18 листопада – 1 грудня 2018         | Нова Каледонія | 1     | Нова Зеландія                     |
| Чемпіонат світу з футболу серед жінок 2019 (як кваліфікаційний турнір від УЄФА) | [ 3 ] | 7 червня – 7 липня 2019              | Франція        | 3     | Велика Британія Нідерланди Швеція |
| Олімпійський кваліфікаційний турнір КОНКАКАФ 2020                               | [ 4 ] | 28 січня – 9 лютого 2020             | США            | 2     | Канада США                        |
| Олімпійський кваліфікаційний турнір КАФ 2020                                    | [ 5 ] | 5–10 березня 2020                    | багато         | 1     | Замбія                            |
| Олімпійський кваліфікаційний турнір АФК 2020                                    | [ 6 ] | 6–11 березня 2020 і 8–13 квітня 2021 | багато         | 2     | Австралія КНР                     |
| Плей-оф КАФ - КОНМЕБОЛ                                                          | [ 7 ] | 10–13 квітня 2021                    | Туреччина      | 1     | Чилі                              |
| Загалом                                                                         |       |                                      |                | 12    |                                   |

- ↑ Дати і місця наведено для фінальних турнірів (або фінального раунду кваліфікаційних турнірів), їм можуть передувати матчі різних кваліфікаційних стадій у різних місцях.